# Comuni di Castiglia e León

Castiglia e Léon in Spagna

I comuni di Castiglia e León sono in tutto 2248 (aggiornato al 2015).

## Lista
Provincia di Avila
| Comune                             | Popolazione (2015) |
| ---------------------------------- | ------------------ |
| Adanero                            | 231                |
| Albornos                           | 205                |
| Aldeanueva de Santa Cruz           | 123                |
| Aldeaseca                          | 262                |
| Amavida                            | 147                |
| Arenas de San Pedro                | 6 671              |
| Arevalillo                         | 92                 |
| Arévalo                            | 8 172              |
| Aveinte                            | 84                 |
| Avellaneda                         | 29                 |
| Avila                              | 58 358             |
| Barromán                           | 196                |
| Becedas                            | 236                |
| Becedillas                         | 103                |
| Bercial de Zapardiel               | 221                |
| Bernuy-Zapardiel                   | 131                |
| Berrocalejo de Aragona             | 51                 |
| Blascomillán                       | 197                |
| Blasconuño de Matacabras           | 15                 |
| Blascosancho                       | 117                |
| Bohoyo                             | 304                |
| Bonilla de la Sierra               | 129                |
| Brabos                             | 49                 |
| Bularros                           | 69                 |
| Burgohondo                         | 1 228              |
| Cabezas de Alambre                 | 168                |
| Cabezas del Pozo                   | 88                 |
| Cabezas del Villar                 | 261                |
| Cabizuela                          | 98                 |
| Canales                            | 56                 |
| Candeleda                          | 5 104              |
| Cantiveros                         | 126                |
| Cardeñosa                          | 454                |
| Casas del Puerto                   | 100                |
| Casasola                           | 78                 |
| Casavieja                          | 1 507              |
| Casillas                           | 704                |
| Castellanos de Zapardiel           | 97                 |
| Cebreros                           | 3 232              |
| Cepeda la Mora                     | 85                 |
| Chamartín                          | 92                 |
| Cillán                             | 110                |
| Cisla                              | 118                |
| Collado de Contreras               | 192                |
| Collado del Mirón                  | 35                 |
| Constanzana                        | 116                |
| Crespos                            | 526                |
| Cuevas del Valle                   | 516                |
| Diego del Carpio                   | 161                |
| Donjimeno                          | 82                 |
| Donvidas                           | 37                 |
| El Arenal                          | 1 011              |
| El Barco de Ávila                  | 2 576              |
| El Barraco                         | 1 968              |
| El Bohodón                         | 129                |
| El Fresno                          | 601                |
| El Hornillo                        | 317                |
| El Hoyo de Pinares                 | 2 308              |
| El Losar del Barco                 | 109                |
| El Mirón                           | 134                |
| El Oso                             | 176                |
| El Parral                          | 79                 |
| El Tiemblo                         | 4 231              |
| Espinosa de los Caballeros         | 102                |
| Flores de Ávila                    | 320                |
| Fontiveros                         | 770                |
| Fresnedilla                        | 131                |
| Fuente el Saúz                     | 182                |
| Fuentes de Año                     | 126                |
| Gallegos de Altamiros              | 72                 |
| Gallegos de Sobrinos               | 56                 |
| Garganta del Villar                | 40                 |
| Gavilanes                          | 619                |
| Gemuño                             | 169                |
| Gil García                         | 43                 |
| Gilbuena                           | 73                 |
| Gimialcón                          | 85                 |
| Gotarrendura                       | 164                |
| Grandes y San Martín               | 30                 |
| Guisando                           | 534                |
| Gutierre-Muñoz                     | 90                 |
| Hernansancho                       | 184                |
| Herradón de Pinares                | 549                |
| Herreros de Suso                   | 145                |
| Higuera de las Dueñas              | 302                |
| Horcajo de las Torres              | 556                |
| Hoyocasero                         | 369                |
| Hoyorredondo                       | 77                 |
| Hoyos de Miguel Muñoz              | 35                 |
| Hoyos del Collado                  | 33                 |
| Hoyos del Espino                   | 364                |
| Hurtumpascual                      | 62                 |
| Junciana                           | 53                 |
| La Adrada                          | 2 640              |
| La Aldehuela                       | 173                |
| La Carrera                         | 201                |
| La Colilla                         | 331                |
| La Hija de Dios                    | 82                 |
| La Horcajada                       | 525                |
| La Serrada                         | 110                |
| La Torre                           | 273                |
| Langa                              | 520                |
| Lanzahíta                          | 905                |
| Las Berlanas                       | 330                |
| Las Navas del Marqués              | 5 420              |
| Los Llanos de Tormes               | 82                 |
| Madrigal de las Altas Torres       | 1 524              |
| Maello                             | 647                |
| Malpartida de Corneja              | 123                |
| Mamblas                            | 220                |
| Mancera de Arriba                  | 88                 |
| Manjabálago y Ortigosa de Rioalmar | 34                 |
| Marlín                             | 37                 |
| Martiherrero                       | 307                |
| Martínez                           | 139                |
| Mediana de Voltoya                 | 106                |
| Medinilla                          | 112                |
| Mengamuñoz                         | 63                 |
| Mesegar de Corneja                 | 75                 |
| Mijares                            | 767                |
| Mingorría                          | 407                |
| Mironcillo                         | 101                |
| Mirueña de los Infanzones          | 98                 |
| Mombeltrán                         | 1 171              |
| Monsalupe                          | 72                 |
| Moraleja de Matacabras             | 47                 |
| Muñana                             | 435                |
| Muñico                             | 111                |
| Muñogalindo                        | 374                |
| Muñogrande                         | 63                 |
| Muñomer del Peco                   | 131                |
| Muñopepe                           | 112                |
| Muñosancho                         | 104                |
| Muñotello                          | 64                 |
| Narrillos del Álamo                | 85                 |
| Narrillos del Rebollar             | 56                 |
| Narros de Saldueña                 | 110                |
| Narros del Castillo                | 180                |
| Narros del Puerto                  | 27                 |
| Nava de Arévalo                    | 801                |
| Nava del Barco                     | 108                |
| Navacepedilla de Corneja           | 109                |
| Navadijos                          | 38                 |
| Navaescurial                       | 60                 |
| Navahondilla                       | 335                |
| Navalacruz                         | 259                |
| Navalmoral                         | 353                |
| Navalonguilla                      | 264                |
| Navalosa                           | 333                |
| Navalperal de Pinares              | 867                |
| Navalperal de Tormes               | 98                 |
| Navaluenga                         | 2 017              |
| Navaquesera                        | 26                 |
| Navarredonda de Gredos             | 473                |
| Navarredondilla                    | 217                |
| Navarrevisca                       | 307                |
| Navatalgordo                       | 239                |
| Navatejares                        | 54                 |
| Neila de San Miguel                | 73                 |
| Niharra                            | 172                |
| Ojos-Albos                         | 67                 |
| Orbita                             | 80                 |
| Padiernos                          | 292                |
| Pajares de Adaja                   | 191                |
| Palacios de Goda                   | 418                |
| Papatrigo                          | 253                |
| Pascualcobo                        | 39                 |
| Pedro Bernardo                     | 921                |
| Pedro-Rodríguez                    | 158                |
| Peguerinos                         | 312                |
| Peñalba de Ávila                   | 114                |
| Piedrahíta                         | 1 884              |
| Piedralaves                        | 2 208              |
| Poveda                             | 50                 |
| Poyales del Hoyo                   | 557                |
| Pozanco                            | 53                 |
| Pradosegar                         | 139                |
| Puerto Castilla                    | 116                |
| Rasueros                           | 201                |
| Riocabado                          | 150                |
| Riofrío                            | 233                |
| Rivilla de Barajas                 | 67                 |
| Salobral                           | 110                |
| Salvadiós                          | 80                 |
| San Bartolomé de Béjar             | 42                 |
| San Bartolomé de Corneja           | 54                 |
| San Bartolomé de Pinares           | 597                |
| San Esteban de los Patos           | 34                 |
| San Esteban de Zapardiel           | 41                 |
| San Esteban del Valle              | 800                |
| San García de Ingelmos             | 82                 |
| San Juan de Gredos                 | 291                |
| San Juan de la Encinilla           | 90                 |
| San Juan de la Nava                | 518                |
| San Juan del Molinillo             | 227                |
| San Juan del Olmo                  | 112                |
| San Lorenzo de Tormes              | 42                 |
| San Martín de la Vega del Alberche | 181                |
| San Martín del Pimpollar           | 185                |
| San Miguel de Corneja              | 62                 |
| San Miguel de Serrezuela           | 137                |
| San Pascual                        | 43                 |
| San Pedro del Arroyo               | 455                |
| San Vicente de Arévalo             | 190                |
| Sanchidrián                        | 768                |
| Sanchorreja                        | 91                 |
| Santa Cruz de Pinares              | 157                |
| Santa Cruz del Valle               | 385                |
| Santa María de los Caballeros      | 79                 |
| Santa María del Arroyo             | 114                |
| Santa María del Berrocal           | 391                |
| Santa María del Cubillo            | 337                |
| Santa María del Tiétar             | 526                |
| Santiago del Collado               | 183                |
| Santiago del Tormes                | 146                |
| Santo Domingo de las Posadas       | 78                 |
| Santo Tomé de Zabarcos             | 71                 |
| Serranillos                        | 262                |
| Sigeres                            | 53                 |
| Sinlabajos                         | 127                |
| Solana de Ávila                    | 138                |
| Solana de Rioalmar                 | 185                |
| Solosancho                         | 905                |
| Sotalbo                            | 218                |
| Sotillo de la Adrada               | 4 652              |
| Tiñosillos                         | 790                |
| Tolbaños                           | 95                 |
| Tormellas                          | 55                 |
| Tornadizos de Ávila                | 432                |
| Tórtoles                           | 64                 |
| Umbrías                            | 117                |
| Vadillo de la Sierra               | 70                 |
| Valdecasa                          | 77                 |
| Vega de Santa María                | 94                 |
| Velayos                            | 234                |
| Villaflor                          | 126                |
| Villafranca de la Sierra           | 134                |
| Villanueva de Ávila                | 239                |
| Villanueva de Gómez                | 142                |
| Villanueva del Aceral              | 139                |
| Villanueva del Campillo            | 100                |
| Villar de Corneja                  | 41                 |
| Villarejo del Valle                | 380                |
| Villatoro                          | 184                |
| Viñegra de Moraña                  | 49                 |
| Vita                               | 84                 |
| Zapardiel de la Cañada             | 104                |
| Zapardiel de la Ribera             | 111                |

Provincia di Burgos
| Comune                                      | Popolazione (2015) |
| ------------------------------------------- | ------------------ |
| Abajas                                      | 29                 |
| Adrada de Haza                              | 221                |
| Aguas Cándidas                              | 58                 |
| Aguilar de Bureba                           | 68                 |
| Albillos                                    | 221                |
| Alcocero de Mola                            | 33                 |
| Alfoz de Bricia                             | 74                 |
| Alfoz de Quintanadueñas                     | 2 019              |
| Alfoz de Santa Gadea                        | 105                |
| Altable                                     | 51                 |
| Ameyugo                                     | 103                |
| Anguix                                      | 134                |
| Aranda de Duero                             | 32 880             |
| Arandilla                                   | 172                |
| Arauzo de Miel                              | 350                |
| Arauzo de Salce                             | 60                 |
| Arauzo de Torre                             | 78                 |
| Arcos de la Llana                           | 1 566              |
| Arenillas de Riopisuerga                    | 179                |
| Arija                                       | 146                |
| Arlanzón                                    | 429                |
| Arraya de Oca                               | 45                 |
| Atapuerca                                   | 187                |
| Avellanosa de Muñó                          | 115                |
| Bahabón de Esgueva                          | 89                 |
| Baños de Valdearados                        | 361                |
| Bañuelos de Bureba                          | 37                 |
| Barbadillo de Herreros                      | 116                |
| Barbadillo del Mercado                      | 129                |
| Barbadillo del Pez                          | 77                 |
| Barrio de Muñó                              | 32                 |
| Barrios de Colina                           | 52                 |
| Basconcillos del Tozo                       | 291                |
| Bascuñana                                   | 35                 |
| Belbimbre                                   | 69                 |
| Belorado                                    | 1 969              |
| Berberana                                   | 74                 |
| Berlangas de Roa                            | 185                |
| Berzosa de Bureba                           | 32                 |
| Bozoó                                       | 105                |
| Brazacorta                                  | 73                 |
| Briviesca                                   | 7 129              |
| Bugedo                                      | 175                |
| Buniel                                      | 516                |
| Burgos                                      | 177 100            |
| Busto de Bureba                             | 164                |
| Cabañes de Esgueva                          | 180                |
| Cabezón de la Sierra                        | 66                 |
| Caleruega                                   | 470                |
| Campillo de Aranda                          | 178                |
| Campolara                                   | 74                 |
| Canicosa de la Sierra                       | 514                |
| Cantabrana                                  | 31                 |
| Carazo                                      | 34                 |
| Carcedo de Bureba                           | 50                 |
| Carcedo de Burgos                           | 388                |
| Cardeñadijo                                 | 1 295              |
| Cardeñajimeno                               | 1 019              |
| Cardeñuela Riopico                          | 127                |
| Carrias                                     | 23                 |
| Cascajares de Bureba                        | 36                 |
| Cascajares de la Sierra                     | 39                 |
| Castellanos de Castro                       | 48                 |
| Castil de Peones                            | 37                 |
| Castildelgado                               | 43                 |
| Castrillo de la Reina                       | 209                |
| Castrillo de la Vega                        | 636                |
| Castrillo de Riopisuerga                    | 61                 |
| Castrillo del Val                           | 839                |
| Castrillo Matajudíos                        | 58                 |
| Castrojeriz                                 | 845                |
| Cavia                                       | 247                |
| Cayuela                                     | 180                |
| Cebrecos                                    | 47                 |
| Celada del Camino                           | 97                 |
| Cerezo de Río Tirón                         | 598                |
| Cerratón de Juarros                         | 55                 |
| Ciadoncha                                   | 81                 |
| Cillaperlata                                | 37                 |
| Cilleruelo de Abajo                         | 237                |
| Cilleruelo de Arriba                        | 59                 |
| Ciruelos de Cervera                         | 111                |
| Cogollos                                    | 451                |
| Condado de Treviño                          | 1 362              |
| Contreras                                   | 82                 |
| Coruña del Conde                            | 124                |
| Covarrubias                                 | 585                |
| Cubillo del Campo                           | 100                |
| Cubo de Bureba                              | 103                |
| Cuevas de San Clemente                      | 49                 |
| Encío                                       | 46                 |
| Espinosa de Cervera                         | 100                |
| Espinosa de los Monteros                    | 1 788              |
| Espinosa del Camino                         | 44                 |
| Estépar                                     | 664                |
| Fontioso                                    | 54                 |
| Frandovínez                                 | 99                 |
| Fresneda de la Sierra Tirón                 | 123                |
| Fresneña                                    | 87                 |
| Fresnillo de las Dueñas                     | 636                |
| Fresno de Río Tirón                         | 195                |
| Fresno de Rodilla                           | 49                 |
| Frías                                       | 265                |
| Fuentebureba                                | 54                 |
| Fuentecén                                   | 222                |
| Fuentelcésped                               | 213                |
| Fuentelisendo                               | 96                 |
| Fuentemolinos                               | 97                 |
| Fuentenebro                                 | 139                |
| Fuentespina                                 | 769                |
| Galbarros                                   | 29                 |
| Grijalba                                    | 104                |
| Grisaleña                                   | 39                 |
| Gumiel de Izán                              | 577                |
| Gumiel de Mercado                           | 344                |
| Hacinas                                     | 166                |
| Haza                                        | 26                 |
| Hontanas                                    | 67                 |
| Hontangas                                   | 106                |
| Hontoria de la Cantera                      | 157                |
| Hontoria de Valdearados                     | 201                |
| Hontoria del Pinar                          | 707                |
| Hornillos del Camino                        | 56                 |
| Hortigüela                                  | 103                |
| Hoyales de Roa                              | 211                |
| Huérmeces                                   | 131                |
| Huerta de Arriba                            | 128                |
| Huerta de Rey                               | 1 007              |
| Humada                                      | 130                |
| Hurones                                     | 73                 |
| Ibeas de Juarros                            | 1 400              |
| Ibrillos                                    | 55                 |
| Iglesiarrubia                               | 44                 |
| Iglesias                                    | 140                |
| Isar                                        | 331                |
| Itero del Castillo                          | 84                 |
| Jaramillo de la Fuente                      | 52                 |
| Jaramillo Quemado                           | 5                  |
| Junta de Traslaloma                         | 136                |
| Junta de Villalba de Losa                   | 89                 |
| Jurisdicción de Lara                        | 47                 |
| Jurisdicción de San Zadornil                | 51                 |
| La Cueva de Roa                             | 99                 |
| La Gallega                                  | 54                 |
| La Horra                                    | 366                |
| La Puebla de Arganzón                       | 519                |
| La Revilla y Ahedo                          | 114                |
| La Sequera de Haza                          | 34                 |
| La Vid de Bureba                            | 20                 |
| La Vid y Barrios                            | 274                |
| Las Hormazas                                | 106                |
| Las Quintanillas                            | 391                |
| Lerma                                       | 2 703              |
| Llano de Bureba                             | 63                 |
| Los Altos                                   | 190                |
| Los Ausines                                 | 126                |
| Los Balbases                                | 323                |
| Los Barrios de Bureba                       | 199                |
| Madrigal del Monte                          | 169                |
| Madrigalejo del Monte                       | 181                |
| Mahamud                                     | 123                |
| Mambrilla de Castrejón                      | 100                |
| Mambrillas de Lara                          | 48                 |
| Mamolar                                     | 31                 |
| Manciles                                    | 19                 |
| Mazuela                                     | 63                 |
| Mecerreyes                                  | 259                |
| Medina de Pomar                             | 5 983              |
| Melgar de Fernamental                       | 1 744              |
| Merindad de Cuesta-Urria                    | 366                |
| Merindad de Montija                         | 803                |
| Merindad de Río Ubierna                     | 1 456              |
| Merindad de Sotoscueva                      | 436                |
| Merindad de Valdeporres                     | 440                |
| Merindad de Valdivielso                     | 400                |
| Milagros                                    | 460                |
| Miranda de Ebro                             | 36 173             |
| Miraveche                                   | 79                 |
| Modúbar de la Emparedada                    | 597                |
| Monasterio de la Sierra                     | 48                 |
| Monasterio de Rodilla                       | 181                |
| Moncalvillo                                 | 86                 |
| Monterrubio de la Demanda                   | 64                 |
| Montorio                                    | 162                |
| Moradillo de Roa                            | 192                |
| Nava de Roa                                 | 221                |
| Navas de Bureba                             | 35                 |
| Nebreda                                     | 70                 |
| Neila                                       | 173                |
| Olmedillo de Roa                            | 199                |
| Olmillos de Muñó                            | 38                 |
| Oña                                         | 1 088              |
| Oquillas                                    | 59                 |
| Orbaneja Riopico                            | 243                |
| Padilla de Abajo                            | 89                 |
| Padilla de Arriba                           | 78                 |
| Padrones de Bureba                          | 52                 |
| Palacios de la Sierra                       | 744                |
| Palacios de Riopisuerga                     | 28                 |
| Palazuelos de la Sierra                     | 79                 |
| Palazuelos de Muñó                          | 54                 |
| Pampliega                                   | 332                |
| Pancorbo                                    | 453                |
| Pardilla                                    | 126                |
| Partido de la Sierra en Tobalina            | 84                 |
| Pedrosa de Duero                            | 455                |
| Pedrosa de Río Úrbel                        | 249                |
| Pedrosa del Páramo                          | 103                |
| Pedrosa del Príncipe                        | 175                |
| Peñaranda de Duero                          | 552                |
| Peral de Arlanza                            | 163                |
| Piérnigas                                   | 40                 |
| Pineda de la Sierra                         | 101                |
| Pineda Trasmonte                            | 126                |
| Pinilla de los Barruecos                    | 111                |
| Pinilla de los Moros                        | 42                 |
| Pinilla Trasmonte                           | 176                |
| Poza de la Sal                              | 337                |
| Prádanos de Bureba                          | 58                 |
| Pradoluengo                                 | 1 282              |
| Presencio                                   | 195                |
| Puentedura                                  | 129                |
| Quemada                                     | 259                |
| Quintana del Pidio                          | 164                |
| Quintanabureba                              | 30                 |
| Quintanaélez                                | 52                 |
| Quintanaortuño                              | 281                |
| Quintanapalla                               | 110                |
| Quintanar de la Sierra                      | 1 845              |
| Quintanavides                               | 96                 |
| Quintanilla de la Mata                      | 130                |
| Quintanilla del Agua y Tordueles            | 419                |
| Quintanilla del Coco                        | 61                 |
| Quintanilla San García                      | 88                 |
| Quintanilla Vivar                           | 766                |
| Rabanera del Pinar                          | 121                |
| Rábanos                                     | 96                 |
| Rabé de las Calzadas                        | 228                |
| Rebolledo de la Torre                       | 122                |
| Redecilla del Camino                        | 136                |
| Redecilla del Campo                         | 71                 |
| Regumiel de la Sierra                       | 367                |
| Reinoso                                     | 11                 |
| Retuerta                                    | 65                 |
| Revilla del Campo                           | 96                 |
| Revilla Vallejera                           | 115                |
| Revillarruz                                 | 512                |
| Rezmondo                                    | 15                 |
| Riocavado de la Sierra                      | 59                 |
| Roa                                         | 2 373              |
| Rojas                                       | 72                 |
| Royuela de Río Franco                       | 212                |
| Rubena                                      | 176                |
| Rublacedo de Abajo                          | 37                 |
| Rucandio                                    | 77                 |
| Salas de Bureba                             | 133                |
| Salas de los Infantes                       | 2 091              |
| Saldaña de Burgos                           | 203                |
| Salinillas de Bureba                        | 48                 |
| San Adrián de Juarros                       | 93                 |
| San Juan del Monte                          | 139                |
| San Mamés de Burgos                         | 286                |
| San Martín de Rubiales                      | 142                |
| San Millán de Lara                          | 78                 |
| San Vicente del Valle                       | 29                 |
| Santa Cecilia                               | 105                |
| Santa Cruz de la Salceda                    | 152                |
| Santa Cruz del Valle Urbión                 | 103                |
| Santa Gadea del Cid                         | 155                |
| Santa Inés                                  | 155                |
| Santa María del Campo                       | 595                |
| Santa María del Invierno                    | 63                 |
| Santa María del Mercadillo                  | 114                |
| Santa María Rivarredonda                    | 94                 |
| Santa Olalla de Bureba                      | 33                 |
| Santibáñez de Esgueva                       | 99                 |
| Santibáñez del Val                          | 50                 |
| Santo Domingo de Silos                      | 287                |
| Sargentes de la Lora                        | 129                |
| Sarracín                                    | 246                |
| Sasamón                                     | 1 073              |
| Solarana                                    | 93                 |
| Sordillos                                   | 24                 |
| Sotillo de la Ribera                        | 520                |
| Sotragero                                   | 286                |
| Sotresgudo                                  | 482                |
| Susinos del Páramo                          | 103                |
| Tamarón                                     | 38                 |
| Tardajos                                    | 803                |
| Tejada                                      | 28                 |
| Terradillos de Esgueva                      | 86                 |
| Tinieblas de la Sierra                      | 37                 |
| Tobar                                       | 27                 |
| Tordómar                                    | 343                |
| Torrecilla del Monte                        | 69                 |
| Torregalindo                                | 136                |
| Torrelara                                   | 37                 |
| Torrepadre                                  | 78                 |
| Torresandino                                | 691                |
| Tórtoles de Esgueva                         | 498                |
| Tosantos                                    | 56                 |
| Trespaderne                                 | 877                |
| Tubilla del Agua                            | 154                |
| Tubilla del Lago                            | 150                |
| Úrbel del Castillo                          | 79                 |
| Vadocondes                                  | 382                |
| Valdeande                                   | 100                |
| Valdezate                                   | 140                |
| Valdorros                                   | 332                |
| Vallarta de Bureba                          | 45                 |
| Valle de las Navas                          | 533                |
| Valle de Losa                               | 538                |
| Valle de Manzanedo                          | 132                |
| Valle de Mena                               | 3 826              |
| Valle de Oca                                | 159                |
| Valle de Santibáñez                         | 505                |
| Valle de Sedano                             | 472                |
| Valle de Tobalina                           | 1 026              |
| Valle de Valdebezana                        | 506                |
| Valle de Valdelaguna                        | 213                |
| Valle de Valdelucio                         | 309                |
| Valle de Zamanzas                           | 68                 |
| Vallejera                                   | 42                 |
| Valles de Palenzuela                        | 89                 |
| Valluércanes                                | 77                 |
| Valmala                                     | 28                 |
| Vileña                                      | 29                 |
| Villadiego                                  | 1 593              |
| Villaescusa de Roa                          | 113                |
| Villaescusa la Sombría                      | 69                 |
| Villaespasa                                 | 26                 |
| Villafranca Montes de Oca                   | 129                |
| Villafruela                                 | 209                |
| Villagalijo                                 | 66                 |
| Villagonzalo Pedernales                     | 1 774              |
| Villahoz                                    | 320                |
| Villalba de Duero                           | 683                |
| Villalbilla de Burgos                       | 1 279              |
| Villalbilla de Gumiel                       | 93                 |
| Villaldemiro                                | 68                 |
| Villalmanzo                                 | 450                |
| Villamayor de los Montes                    | 202                |
| Villamayor de Treviño                       | 76                 |
| Villambistia                                | 46                 |
| Villamedianilla                             | 12                 |
| Villamiel de la Sierra                      | 40                 |
| Villangómez                                 | 239                |
| Villanueva de Argaño                        | 106                |
| Villanueva de Carazo                        | 32                 |
| Villanueva de Gumiel                        | 284                |
| Villanueva de Teba                          | 48                 |
| Villaquirán de la Puebla                    | 47                 |
| Villaquirán de los Infantes                 | 146                |
| Villarcayo de Merindad de Castilla la Vieja | 4 372              |
| Villariezo                                  | 612                |
| Villasandino                                | 192                |
| Villasur de Herreros                        | 265                |
| Villatuelda                                 | 43                 |
| Villaverde del Monte                        | 134                |
| Villaverde-Mogina                           | 86                 |
| Villayerno Morquillas                       | 207                |
| Villazopeque                                | 57                 |
| Villegas                                    | 90                 |
| Villoruebo                                  | 85                 |
| Viloria de Rioja                            | 39                 |
| Vilviestre del Pinar                        | 616                |
| Vizcaínos                                   | 49                 |
| Zael                                        | 115                |
| Zarzosa de Río Pisuerga                     | 31                 |
| Zazuar                                      | 242                |
| Zuñeda                                      | 57                 |

Provincia di León
| Comune                        | Popolazione (2015) |
| ----------------------------- | ------------------ |
| Acebedo                       | 225                |
| Algadefe                      | 284                |
| Alija del Infantado           | 715                |
| Almanza                       | 596                |
| Ardón                         | 596                |
| Arganza                       | 822                |
| Astorga                       | 11 387             |
| Balboa                        | 321                |
| Barjas                        | 201                |
| Bembibre                      | 9 568              |
| Benavides                     | 2 616              |
| Benuza                        | 507                |
| Bercianos del Páramo          | 618                |
| Bercianos del Real Camino     | 196                |
| Berlanga del Bierzo           | 392                |
| Boca de Huérgano              | 487                |
| Boñar                         | 1 947              |
| Borrenes                      | 368                |
| Brazuelo                      | 307                |
| Burón                         | 325                |
| Bustillo del Páramo           | 1 311              |
| Cabañas Raras                 | 1 337              |
| Cabreros del Río              | 431                |
| Cabrillanes                   | 828                |
| Cacabelos                     | 5 318              |
| Calzada del Coto              | 253                |
| Campazas                      | 139                |
| Campo de Villavidel           | 212                |
| Camponaraya                   | 4 086              |
| Candín                        | 297                |
| Cármenes                      | 396                |
| Carracedelo                   | 3 575              |
| Carrizo                       | 2 357              |
| Carrocera                     | 514                |
| Carucedo                      | 583                |
| Castilfalé                    | 71                 |
| Castrillo de Cabrera          | 134                |
| Castrillo de la Valduerna     | 183                |
| Castrocalbón                  | 1 051              |
| Castrocontrigo                | 839                |
| Castropodame                  | 1 728              |
| Castrotierra de Valmadrigal   | 115                |
| Cea                           | 460                |
| Cebanico                      | 174                |
| Cebrones del Río              | 512                |
| Chozas de Abajo               | 2 496              |
| Cimanes de la Vega            | 500                |
| Cimanes del Tejar             | 763                |
| Cistierna                     | 3 351              |
| Congosto                      | 1 591              |
| Corbillos de los Oteros       | 208                |
| Corullón                      | 990                |
| Crémenes                      | 589                |
| Cuadros                       | 1 999              |
| Cubillas de los Oteros        | 147                |
| Cubillas de Rueda             | 466                |
| Cubillos del Sil              | 1 821              |
| Destriana                     | 549                |
| El Burgo Ranero               | 767                |
| Encinedo                      | 797                |
| Escobar de Campos             | 46                 |
| Fabero                        | 4 818              |
| Folgoso de la Ribera          | 1 153              |
| Fresno de la Vega             | 560                |
| Fuentes de Carbajal           | 103                |
| Garrafe de Torío              | 1 457              |
| Gordaliza del Pino            | 272                |
| Gordoncillo                   | 473                |
| Gradefes                      | 997                |
| Grajal de Campos              | 242                |
| Gusendos de los Oteros        | 148                |
| Hospital de Órbigo            | 995                |
| Igüeña                        | 1 262              |
| Izagre                        | 184                |
| Joarilla de las Matas         | 318                |
| La Antigua                    | 418                |
| La Bañeza                     | 10 443             |
| La Ercina                     | 490                |
| La Pola de Gordón             | 3 522              |
| La Robla                      | 4 302              |
| La Vecilla                    | 408                |
| Laguna Dalga                  | 703                |
| Laguna de Negrillos           | 1 098              |
| Las Omañas                    | 291                |
| León                          | 127 817            |
| Llamas de la Ribera           | 885                |
| Los Barrios de Luna           | 331                |
| Lucillo                       | 413                |
| Luyego                        | 717                |
| Magaz de Cepeda               | 396                |
| Mansilla de las Mulas         | 1 805              |
| Mansilla Mayor                | 344                |
| Maraña                        | 138                |
| Matadeón de los Oteros        | 254                |
| Matallana de Torío            | 1 345              |
| Matanza                       | 197                |
| Molinaseca                    | 892                |
| Murias de Paredes             | 426                |
| Noceda del Bierzo             | 727                |
| Oencia                        | 310                |
| Onzonilla                     | 1 758              |
| Oseja de Sajambre             | 279                |
| Pajares de los Oteros         | 308                |
| Palacios de la Valduerna      | 425                |
| Palacios del Sil              | 1 090              |
| Páramo del Sil                | 1 403              |
| Peranzanes                    | 327                |
| Pobladura de Pelayo García    | 396                |
| Ponferrada                    | 66 884             |
| Posada de Valdeón             | 477                |
| Pozuelo del Páramo            | 478                |
| Prado de la Guzpeña           | 140                |
| Priaranza del Bierzo          | 802                |
| Prioro                        | 376                |
| Puebla de Lillo               | 715                |
| Puente de Domingo Flórez      | 1 574              |
| Quintana del Castillo         | 810                |
| Quintana del Marco            | 407                |
| Quintana y Congosto           | 372                |
| Regueras de Arriba            | 326                |
| Reyero                        | 125                |
| Riaño                         | 490                |
| Riego de la Vega              | 835                |
| Riello                        | 676                |
| Rioseco de Tapia              | 372                |
| Roperuelos del Páramo         | 592                |
| Sabero                        | 1 246              |
| Sahagún                       | 2 709              |
| San Adrián del Valle          | 112                |
| San Andrés del Rabanedo       | 31 745             |
| San Cristóbal de la Polantera | 800                |
| San Emiliano                  | 694                |
| San Esteban de Nogales        | 281                |
| San Justo de la Vega          | 1 949              |
| San Millán de los Caballeros  | 190                |
| San Pedro Bercianos           | 263                |
| Sancedo                       | 569                |
| Santa Colomba de Curueño      | 547                |
| Santa Colomba de Somoza       | 567                |
| Santa Cristina de Valmadrigal | 271                |
| Santa Elena de Jamuz          | 1 135              |
| Santa María de la Isla        | 522                |
| Santa María de Ordás          | 340                |
| Santa María del Monte de Cea  | 256                |
| Santa María del Páramo        | 3 128              |
| Santa Marina del Rey          | 2 029              |
| Santas Martas                 | 809                |
| Santiago Millas               | 330                |
| Santovenia de la Valdoncina   | 2 006              |
| Sariegos                      | 4 826              |
| Sena de Luna                  | 402                |
| Sobrado                       | 363                |
| Soto de la Vega               | 1 641              |
| Soto y Amío                   | 853                |
| Toral de los Guzmanes         | 533                |
| Toral de los Vados            | 2 024              |
| Toreno                        | 3 380              |
| Torre del Bierzo              | 2 265              |
| Trabadelo                     | 394                |
| Truchas                       | 454                |
| Turcia                        | 1 057              |
| Urdiales del Páramo           | 515                |
| Val de San Lorenzo            | 542                |
| Valdefresno                   | 2 149              |
| Valdefuentes del Páramo       | 347                |
| Valdelugueros                 | 533                |
| Valdemora                     | 79                 |
| Valdepiélago                  | 338                |
| Valdepolo                     | 1 274              |
| Valderas                      | 1 819              |
| Valderrey                     | 461                |
| Valderrueda                   | 923                |
| Valdesamario                  | 215                |
| Valdevimbre                   | 997                |
| Valencia de Don Juan          | 5 181              |
| Vallecillo                    | 124                |
| Valverde de la Virgen         | 7 435              |
| Valverde-Enrique              | 175                |
| Vega de Espinareda            | 2 281              |
| Vega de Infanzones            | 905                |
| Vega de Valcarce              | 669                |
| Vegacervera                   | 314                |
| Vegaquemada                   | 465                |
| Vegas del Condado             | 1 163              |
| Villablino                    | 9 509              |
| Villabraz                     | 113                |
| Villadangos del Páramo        | 1 103              |
| Villademor de la Vega         | 349                |
| Villafranca del Bierzo        | 3 160              |
| Villagatón                    | 617                |
| Villamañán                    | 1 194              |
| Villamandos                   | 310                |
| Villamanín                    | 1 029              |
| Villamartín de Don Sancho     | 164                |
| Villamejil                    | 746                |
| Villamol                      | 173                |
| Villamontán de la Valduerna   | 804                |
| Villamoratiel de las Matas    | 155                |
| Villanueva de las Manzanas    | 507                |
| Villaobispo de Otero          | 604                |
| Villaornate y Castro          | 377                |
| Villaquejida                  | 912                |
| Villaquilambre                | 18 615             |
| Villarejo de Órbigo           | 3 112              |
| Villares de Órbigo            | 685                |
| Villasabariego                | 1 175              |
| Villaselán                    | 210                |
| Villaturiel                   | 1 947              |
| Villazala                     | 749                |
| Villazanzo de Valderaduey     | 475                |
| Zotes del Páramo              | 454                |

Provincia di Palencia
| Comune                         | Popolazione (2015) |
| ------------------------------ | ------------------ |
| Abarca de Campos               | 43                 |
| Abia de las Torres             | 184                |
| Aguilar de Campoo              | 7 033              |
| Alar del Rey                   | 987                |
| Alba de Cerrato                | 84                 |
| Amayuelas de Arriba            | 40                 |
| Ampudia                        | 640                |
| Amusco                         | 440                |
| Antigüedad                     | 391                |
| Arconada                       | 44                 |
| Astudillo                      | 1 002              |
| Autilla del Pino               | 232                |
| Autillo de Campos              | 146                |
| Ayuela                         | 58                 |
| Baltanás                       | 1 273              |
| Baquerín de Campos             | 37                 |
| Bárcena de Campos              | 63                 |
| Barruelo de Santullán          | 1 275              |
| Báscones de Ojeda              | 154                |
| Becerril de Campos             | 812                |
| Belmonte de Campos             | 33                 |
| Berzosilla                     | 47                 |
| Boada de Campos                | 18                 |
| Boadilla de Rioseco            | 126                |
| Boadilla del Camino            | 127                |
| Brañosera                      | 247                |
| Buenavista de Valdavia         | 320                |
| Bustillo de la Vega            | 316                |
| Bustillo del Páramo de Carrión | 64                 |
| Calahorra de Boedo             | 94                 |
| Calzada de los Molinos         | 347                |
| Capillas                       | 79                 |
| Cardeñosa de Volpejera         | 49                 |
| Carrión de los Condes          | 2 177              |
| Castil de Vela                 | 71                 |
| Castrejón de la Peña           | 398                |
| Castrillo de Don Juan          | 234                |
| Castrillo de Onielo            | 114                |
| Castrillo de Villavega         | 196                |
| Castromocho                    | 234                |
| Cervatos de la Cueza           | 300                |
| Cervera de Pisuerga            | 2 442              |
| Cevico de la Torre             | 511                |
| Cevico Navero                  | 196                |
| Cisneros                       | 474                |
| Cobos de Cerrato               | 146                |
| Collazos de Boedo              | 115                |
| Congosto de Valdavia           | 184                |
| Cordovilla la Real             | 106                |
| Cubillas de Cerrato            | 61                 |
| Dehesa de Montejo              | 136                |
| Dehesa de Romanos              | 34                 |
| Dueñas                         | 2 741              |
| Espinosa de Cerrato            | 177                |
| Espinosa de Villagonzalo       | 201                |
| Frechilla                      | 176                |
| Fresno del Río                 | 205                |
| Frómista                       | 822                |
| Fuentes de Nava                | 682                |
| Fuentes de Valdepero           | 419                |
| Grijota                        | 2 114              |
| Guardo                         | 6 547              |
| Guaza de Campos                | 61                 |
| Hérmedes de Cerrato            | 87                 |
| Herrera de Pisuerga            | 2 132              |
| Herrera de Valdecañas          | 147                |
| Hontoria de Cerrato            | 109                |
| Hornillos de Cerrato           | 137                |
| Husillos                       | 290                |
| Itero de la Vega               | 179                |
| La Pernía                      | 349                |
| La Puebla de Valdavia          | 109                |
| La Serna                       | 96                 |
| La Vid de Ojeda                | 106                |
| Lagartos                       | 137                |
| Lantadilla                     | 331                |
| Ledigos                        | 64                 |
| Loma de Ucieza                 | 232                |
| Lomas                          | 56                 |
| Magaz de Pisuerga              | 975                |
| Manquillos                     | 77                 |
| Mantinos                       | 156                |
| Marcilla de Campos             | 40                 |
| Mazariegos                     | 221                |
| Mazuecos de Valdeginate        | 98                 |
| Melgar de Yuso                 | 263                |
| Meneses de Campos              | 121                |
| Micieces de Ojeda              | 83                 |
| Monzón de Campos               | 623                |
| Moratinos                      | 60                 |
| Mudá                           | 94                 |
| Nogal de las Huertas           | 44                 |
| Olea de Boedo                  | 36                 |
| Olmos de Ojeda                 | 213                |
| Osornillo                      | 63                 |
| Osorno la Mayor                | 1 298              |
| Palencia                       | 79 595             |
| Palenzuela                     | 208                |
| Páramo de Boedo                | 111                |
| Paredes de Nava                | 1 981              |
| Payo de Ojeda                  | 63                 |
| Pedraza de Campos              | 96                 |
| Pedrosa de la Vega             | 347                |
| Perales                        | 111                |
| Piña de Campos                 | 229                |
| Pino del Río                   | 192                |
| Población de Arroyo            | 62                 |
| Población de Campos            | 135                |
| Población de Cerrato           | 112                |
| Polentinos                     | 55                 |
| Pomar de Valdivia              | 462                |
| Poza de la Vega                | 225                |
| Pozo de Urama                  | 30                 |
| Prádanos de Ojeda              | 197                |
| Quintana del Puente            | 277                |
| Quintanilla de Onsoña          | 192                |
| Reinoso de Cerrato             | 54                 |
| Renedo de la Vega              | 203                |
| Requena de Campos              | 20                 |
| Respenda de la Peña            | 181                |
| Revenga de Campos              | 162                |
| Revilla de Collazos            | 86                 |
| Ribas de Campos                | 166                |
| Riberos de la Cueza            | 59                 |
| Saldaña                        | 3 121              |
| Salinas de Pisuerga            | 358                |
| San Cebrián de Campos          | 446                |
| San Cebrián de Mudá            | 160                |
| San Cristóbal de Boedo         | 23                 |
| San Mamés de Campos            | 53                 |
| San Román de la Cuba           | 71                 |
| Santa Cecilia del Alcor        | 129                |
| Santa Cruz de Boedo            | 59                 |
| Santervás de la Vega           | 479                |
| Santibáñez de Ecla             | 65                 |
| Santibáñez de la Peña          | 1 101              |
| Santoyo                        | 224                |
| Soto de Cerrato                | 195                |
| Sotobañado y Priorato          | 159                |
| Tabanera de Cerrato            | 126                |
| Tabanera de Valdavia           | 31                 |
| Támara de Campos               | 79                 |
| Tariego de Cerrato             | 526                |
| Torquemada                     | 1 025              |
| Torremormojón                  | 55                 |
| Triollo                        | 60                 |
| Valbuena de Pisuerga           | 52                 |
| Valdeolmillos                  | 69                 |
| Valderrábano                   | 57                 |
| Valde-Ucieza                   | 108                |
| Valle de Cerrato               | 96                 |
| Valle del Retortillo           | 185                |
| Velilla del Río Carrión        | 1 406              |
| Venta de Baños                 | 6 432              |
| Vertavillo                     | 208                |
| Villabasta de Valdavia         | 31                 |
| Villacidaler                   | 48                 |
| Villaconancio                  | 63                 |
| Villada                        | 1 036              |
| Villaeles de Valdavia          | 60                 |
| Villahán                       | 104                |
| Villaherreros                  | 208                |
| Villalaco                      | 65                 |
| Villalba de Guardo             | 204                |
| Villalcázar de Sirga           | 158                |
| Villalcón                      | 71                 |
| Villalobón                     | 1 573              |
| Villaluenga de la Vega         | 565                |
| Villamartín de Campos          | 181                |
| Villamediana                   | 185                |
| Villameriel                    | 127                |
| Villamoronta                   | 262                |
| Villamuera de la Cueza         | 51                 |
| Villamuriel de Cerrato         | 6 370              |
| Villanueva del Rebollar        | 78                 |
| Villanuño de Valdavia          | 94                 |
| Villaprovedo                   | 69                 |
| Villarmentero de Campos        | 21                 |
| Villarrabé                     | 218                |
| Villarramiel                   | 860                |
| Villasarracino                 | 142                |
| Villasila de Valdavia          | 77                 |
| Villaturde                     | 167                |
| Villaumbrales                  | 686                |
| Villaviudas                    | 395                |
| Villerías de Campos            | 94                 |
| Villodre                       | 16                 |
| Villodrigo                     | 122                |
| Villoldo                       | 364                |
| Villota del Páramo             | 326                |
| Villovieco                     | 70                 |

Provincia di Salamanca
| Comune                         | Popolazione (2015) |
| ------------------------------ | ------------------ |
| Abusejo                        | 213                |
| Agallas                        | 157                |
| Ahigal de los Aceiteros        | 136                |
| Ahigal de Villarino            | 41                 |
| Alaraz                         | 502                |
| Alba de Tormes                 | 5 309              |
| Alba de Yeltes                 | 240                |
| Alconada                       | 160                |
| Aldea del Obispo               | 313                |
| Aldeacipreste                  | 126                |
| Aldeadávila de la Ribera       | 1 264              |
| Aldealengua                    | 696                |
| Aldeanueva de Figueroa         | 291                |
| Aldeanueva de la Sierra        | 108                |
| Aldearrodrigo                  | 155                |
| Aldearrubia                    | 489                |
| Aldeaseca de Alba              | 86                 |
| Aldeaseca de la Frontera       | 295                |
| Aldeatejada                    | 1 724              |
| Aldeavieja de Tormes           | 107                |
| Aldehuela de la Bóveda         | 287                |
| Aldehuela de Yeltes            | 213                |
| Almenara de Tormes             | 250                |
| Almendra                       | 172                |
| Anaya de Alba                  | 219                |
| Añover de Tormes               | 94                 |
| Arabayona de Mógica            | 396                |
| Arapiles                       | 644                |
| Arcediano                      | 109                |
| Armenteros                     | 281                |
| Babilafuente                   | 877                |
| Bañobárez                      | 317                |
| Barbadillo                     | 398                |
| Barbalos                       | 79                 |
| Barceo                         | 48                 |
| Barruecopardo                  | 496                |
| Béjar                          | 13 724             |
| Beleña                         | 220                |
| Bermellar                      | 148                |
| Berrocal de Huebra             | 70                 |
| Berrocal de Salvatierra        | 87                 |
| Boada                          | 298                |
| Bogajo                         | 144                |
| Bóveda del Río Almar           | 242                |
| Brincones                      | 60                 |
| Buenamadre                     | 136                |
| Buenavista                     | 265                |
| Cabeza del Caballo             | 349                |
| Cabezabellosa de la Calzada    | 88                 |
| Cabrerizos                     | 4 198              |
| Cabrillas                      | 405                |
| Calvarrasa de Abajo            | 1 155              |
| Calvarrasa de Arriba           | 620                |
| Calzada de Don Diego           | 185                |
| Calzada de Valdunciel          | 655                |
| Campillo de Azaba              | 173                |
| Candelario                     | 930                |
| Canillas de Abajo              | 70                 |
| Cantagallo                     | 270                |
| Cantalapiedra                  | 1 027              |
| Cantalpino                     | 937                |
| Cantaracillo                   | 195                |
| Carbajosa de la Sagrada        | 6 740              |
| Carpio de Azaba                | 104                |
| Carrascal de Barregas          | 1 086              |
| Carrascal del Obispo           | 225                |
| Casafranca                     | 72                 |
| Casillas de Flores             | 189                |
| Castellanos de Moriscos        | 2 322              |
| Castellanos de Villiquera      | 684                |
| Castillejo de Martín Viejo     | 238                |
| Castraz                        | 37                 |
| Cepeda                         | 371                |
| Cereceda de la Sierra          | 79                 |
| Cerezal de Peñahorcada         | 81                 |
| Cerralbo                       | 178                |
| Cespedosa de Tormes            | 534                |
| Chagarcía Medianero            | 95                 |
| Cilleros de la Bastida         | 26                 |
| Cipérez                        | 284                |
| Ciudad Rodrigo                 | 13 052             |
| Coca de Alba                   | 105                |
| Colmenar de Montemayor         | 189                |
| Cordovilla                     | 132                |
| Cristóbal                      | 175                |
| Dios le Guarde                 | 141                |
| Doñinos de Ledesma             | 72                 |
| Doñinos de Salamanca           | 1 952              |
| Ejeme                          | 137                |
| El Arco                        | 94                 |
| El Bodón                       | 296                |
| El Cabaco                      | 244                |
| El Campo de Peñaranda          | 278                |
| El Cerro                       | 449                |
| El Cubo de Don Sancho          | 465                |
| El Maíllo                      | 289                |
| El Manzano                     | 73                 |
| El Milano                      | 111                |
| El Payo                        | 404                |
| El Pedroso de la Armuña        | 252                |
| El Pino de Tormes              | 158                |
| El Sahugo                      | 188                |
| El Tejado                      | 127                |
| El Tornadizo                   | 94                 |
| Encina de San Silvestre        | 110                |
| Encinas de Abajo               | 666                |
| Encinas de Arriba              | 248                |
| Encinasola de los Comendadores | 194                |
| Endrinal                       | 238                |
| Escurial de la Sierra          | 254                |
| Espadaña                       | 36                 |
| Espeja                         | 252                |
| Espino de la Orbada            | 283                |
| Florida de Liébana             | 281                |
| Forfoleda                      | 187                |
| Frades de la Sierra            | 214                |
| Fresnedoso                     | 108                |
| Fresno Alhándiga               | 247                |
| Fuenteguinaldo                 | 706                |
| Fuenteliante                   | 110                |
| Fuenterroble de Salvatierra    | 252                |
| Fuentes de Béjar               | 254                |
| Fuentes de Oñoro               | 1 070              |
| Gajates                        | 166                |
| Galindo y Perahuy              | 710                |
| Galinduste                     | 452                |
| Galisancho                     | 395                |
| Gallegos de Argañán            | 291                |
| Gallegos de Solmirón           | 140                |
| Garcibuey                      | 185                |
| Garcihernández                 | 491                |
| Garcirrey                      | 73                 |
| Gejuelo del Barro              | 40                 |
| Golpejas                       | 157                |
| Gomecello                      | 480                |
| Guadramiro                     | 152                |
| Guijo de Ávila                 | 87                 |
| Guijuelo                       | 5 673              |
| Herguijuela de Ciudad Rodrigo  | 81                 |
| Herguijuela de la Sierra       | 274                |
| Herguijuela del Campo          | 92                 |
| Hinojosa de Duero              | 712                |
| Horcajo de Montemayor          | 159                |
| Horcajo Medianero              | 218                |
| Huerta                         | 306                |
| Iruelos                        | 39                 |
| Ituero de Azaba                | 232                |
| Juzbado                        | 166                |
| La Alameda de Gardón           | 89                 |
| La Alamedilla                  | 146                |
| La Alberca                     | 1 121              |
| La Alberguería de Argañán      | 138                |
| La Atalaya                     | 119                |
| La Bastida                     | 28                 |
| La Bouza                       | 65                 |
| La Cabeza de Béjar             | 82                 |
| La Calzada de Béjar            | 90                 |
| La Encina                      | 117                |
| La Fregeneda                   | 382                |
| La Fuente de San Esteban       | 1 376              |
| La Hoya                        | 43                 |
| La Mata de Ledesma             | 109                |
| La Maya                        | 199                |
| La Orbada                      | 225                |
| La Peña                        | 110                |
| La Redonda                     | 94                 |
| La Rinconada de la Sierra      | 120                |
| La Sagrada                     | 116                |
| La Sierpe                      | 50                 |
| La Tala                        | 96                 |
| La Vellés                      | 561                |
| La Vídola                      | 121                |
| La Zarza de Pumareda           | 144                |
| Lagunilla                      | 507                |
| Larrodrigo                     | 191                |
| Las Casas del Conde            | 56                 |
| Las Veguillas                  | 288                |
| Ledesma                        | 1 778              |
| Ledrada                        | 507                |
| Linares de Riofrío             | 983                |
| Los Santos                     | 645                |
| Lumbrales                      | 1 735              |
| Machacón                       | 456                |
| Macotera                       | 1 184              |
| Madroñal                       | 159                |
| Malpartida                     | 100                |
| Mancera de Abajo               | 230                |
| Martiago                       | 296                |
| Martín de Yeltes               | 447                |
| Martinamor                     | 97                 |
| Masueco                        | 348                |
| Matilla de los Caños del Río   | 633                |
| Membribe de la Sierra          | 139                |
| Mieza                          | 227                |
| Miranda de Azán                | 423                |
| Miranda del Castañar           | 450                |
| Mogarraz                       | 314                |
| Molinillo                      | 57                 |
| Monforte de la Sierra          | 89                 |
| Monleón                        | 91                 |
| Monleras                       | 245                |
| Monsagro                       | 148                |
| Montejo                        | 206                |
| Montemayor del Río             | 301                |
| Monterrubio de Armuña          | 1 324              |
| Monterrubio de la Sierra       | 182                |
| Morasverdes                    | 288                |
| Morille                        | 252                |
| Moríñigo                       | 102                |
| Moriscos                       | 354                |
| Moronta                        | 84                 |
| Mozárbez                       | 512                |
| Narros de Matalayegua          | 241                |
| Nava de Béjar                  | 98                 |
| Nava de Francia                | 138                |
| Nava de Sotrobal               | 170                |
| Navacarros                     | 120                |
| Navales                        | 341                |
| Navalmoral de Béjar            | 60                 |
| Navamorales                    | 73                 |
| Navarredonda de la Rinconada   | 194                |
| Navasfrías                     | 475                |
| Negrilla de Palencia           | 98                 |
| Olmedo de Camaces              | 115                |
| Pajares de la Laguna           | 119                |
| Palacios del Arzobispo         | 170                |
| Palaciosrubios                 | 393                |
| Palencia de Negrilla           | 172                |
| Parada de Arriba               | 265                |
| Parada de Rubiales             | 281                |
| Paradinas de San Juan          | 421                |
| Pastores                       | 58                 |
| Pedraza de Alba                | 249                |
| Pedrosillo de Alba             | 152                |
| Pedrosillo de los Aires        | 385                |
| Pedrosillo el Ralo             | 143                |
| Pelabravo                      | 1 126              |
| Pelarrodríguez                 | 173                |
| Pelayos                        | 105                |
| Peñacaballera                  | 144                |
| Peñaparda                      | 375                |
| Peñaranda de Bracamonte        | 6 557              |
| Peñarandilla                   | 214                |
| Peralejos de Abajo             | 169                |
| Peralejos de Arriba            | 45                 |
| Pereña de la Ribera            | 391                |
| Peromingo                      | 135                |
| Pinedas                        | 112                |
| Pitiegua                       | 198                |
| Pizarral                       | 56                 |
| Poveda de las Cintas           | 251                |
| Pozos de Hinojo                | 53                 |
| Puebla de Azaba                | 210                |
| Puebla de San Medel            | 45                 |
| Puebla de Yeltes               | 153                |
| Puente del Congosto            | 240                |
| Puertas                        | 84                 |
| Puerto de Béjar                | 385                |
| Puerto Seguro                  | 66                 |
| Rágama                         | 242                |
| Retortillo                     | 227                |
| Robleda                        | 526                |
| Robliza de Cojos               | 211                |
| Rollán                         | 376                |
| Saelices el Chico              | 155                |
| Salamanca                      | 146 438            |
| Saldeana                       | 125                |
| Salmoral                       | 158                |
| Salvatierra de Tormes          | 63                 |
| San Cristóbal de la Cuesta     | 1 017              |
| San Esteban de la Sierra       | 346                |
| San Felices de los Gallegos    | 451                |
| San Martín del Castañar        | 243                |
| San Miguel de Valero           | 355                |
| San Miguel del Robledo         | 66                 |
| San Morales                    | 288                |
| San Muñoz                      | 277                |
| San Pedro de Rozados           | 307                |
| San Pedro del Valle            | 152                |
| San Pelayo de Guareña          | 96                 |
| Sanchón de la Ribera           | 82                 |
| Sanchón de la Sagrada          | 40                 |
| Sanchotello                    | 238                |
| Sancti-Spíritus                | 880                |
| Sando                          | 136                |
| Santa María de Sando           | 124                |
| Santa Marta de Tormes          | 14 970             |
| Santiago de la Puebla          | 366                |
| Santibáñez de Béjar            | 488                |
| Santibáñez de la Sierra        | 191                |
| Santiz                         | 254                |
| Sardón de los Frailes          | 84                 |
| Saucelle                       | 324                |
| Sepulcro-Hilario               | 186                |
| Sequeros                       | 239                |
| Serradilla del Arroyo          | 286                |
| Serradilla del Llano           | 171                |
| Sieteiglesias de Tormes        | 214                |
| Sobradillo                     | 243                |
| Sorihuela                      | 270                |
| Sotoserrano                    | 606                |
| Tabera de Abajo                | 115                |
| Tamames                        | 838                |
| Tarazona de Guareña            | 334                |
| Tardáguila                     | 228                |
| Tejeda y Segoyuela             | 100                |
| Tenebrón                       | 163                |
| Terradillos                    | 3 152              |
| Topas                          | 552                |
| Tordillos                      | 395                |
| Torresmenudas                  | 195                |
| Trabanca                       | 228                |
| Tremedal de Tormes             | 40                 |
| Valdecarros                    | 364                |
| Valdefuentes de Sangusín       | 231                |
| Valdehijaderos                 | 86                 |
| Valdelacasa                    | 236                |
| Valdelageve                    | 86                 |
| Valdelosa                      | 454                |
| Valdemierque                   | 57                 |
| Valderrodrigo                  | 153                |
| Valdunciel                     | 93                 |
| Valero                         | 309                |
| Vallejera de Riofrío           | 70                 |
| Valsalabroso                   | 149                |
| Valverde de Valdelacasa        | 85                 |
| Valverdón                      | 282                |
| Vecinos                        | 273                |
| Vega de Tirados                | 181                |
| Ventosa del Río Almar          | 118                |
| Villaflores                    | 293                |
| Villagonzalo de Tormes         | 216                |
| Villalba de los Llanos         | 142                |
| Villamayor                     | 6 962              |
| Villanueva del Conde           | 183                |
| Villar de Argañán              | 90                 |
| Villar de Ciervo               | 298                |
| Villar de Gallimazo            | 198                |
| Villar de la Yegua             | 202                |
| Villar de Peralonso            | 259                |
| Villar de Samaniego            | 89                 |
| Villares de la Reina           | 6 188              |
| Villares de Yeltes             | 131                |
| Villarino de los Aires         | 892                |
| Villarmayor                    | 200                |
| Villarmuerto                   | 41                 |
| Villasbuenas                   | 209                |
| Villasdardo                    | 17                 |
| Villaseco de los Gamitos       | 152                |
| Villaseco de los Reyes         | 372                |
| Villasrubias                   | 299                |
| Villaverde de Guareña          | 155                |
| Villavieja de Yeltes           | 861                |
| Villoria                       | 1 429              |
| Villoruela                     | 836                |
| Vilvestre                      | 447                |
| Vitigudino                     | 2 700              |
| Yecla de Yeltes                | 276                |
| Zamarra                        | 108                |
| Zamayón                        | 194                |
| Zarapicos                      | 51                 |
| Zorita de la Frontera          | 194                |

Provincia di Segovia
| Comune                              | Popolazione (2015) |
| ----------------------------------- | ------------------ |
| Abades                              | 863                |
| Adrada de Pirón                     | 41                 |
| Adrados                             | 155                |
| Aguilafuente                        | 639                |
| Alconada de Maderuelo               | 37                 |
| Aldea Real                          | 332                |
| Aldealcorvo                         | 20                 |
| Aldealengua de Pedraza              | 83                 |
| Aldealengua de Santa María          | 70                 |
| Aldeanueva de la Serrezuela         | 55                 |
| Aldeanueva del Codonal              | 134                |
| Aldeasoña                           | 61                 |
| Aldehorno                           | 57                 |
| Aldehuela del Codonal               | 34                 |
| Aldeonte                            | 59                 |
| Anaya                               | 123                |
| Añe                                 | 98                 |
| Arahuetes                           | 41                 |
| Arcones                             | 214                |
| Arevalillo de Cega                  | 30                 |
| Armuña                              | 233                |
| Ayllón                              | 1 268              |
| Barbolla                            | 200                |
| Basardilla                          | 137                |
| Bercial                             | 115                |
| Bercimuel                           | 32                 |
| Bernardos                           | 547                |
| Bernuy de Porreros                  | 719                |
| Boceguillas                         | 793                |
| Brieva                              | 93                 |
| Caballar                            | 96                 |
| Cabañas de Polendos                 | 180                |
| Cabezuela                           | 674                |
| Calabazas de Fuentidueña            | 39                 |
| Campo de San Pedro                  | 281                |
| Cantalejo                           | 3 693              |
| Cantimpalos                         | 1 346              |
| Carbonero el Mayor                  | 2 540              |
| Carrascal del Río                   | 150                |
| Casla                               | 156                |
| Castillejo de Mesleón               | 143                |
| Castro de Fuentidueña               | 32                 |
| Castrojimeno                        | 38                 |
| Castroserna de Abajo                | 74                 |
| Castroserracín                      | 64                 |
| Cedillo de la Torre                 | 111                |
| Cerezo de Abajo                     | 148                |
| Cerezo de Arriba                    | 145                |
| Chañe                               | 887                |
| Cilleruelo de San Mamés             | 39                 |
| Cobos de Fuentidueña                | 39                 |
| Coca                                | 1 896              |
| Codorniz                            | 351                |
| Collado Hermoso                     | 145                |
| Condado de Castilnovo               | 105                |
| Corral de Ayllón                    | 85                 |
| Cozuelos de Fuentidueña             | 134                |
| Cubillo                             | 74                 |
| Cuéllar                             | 9 477              |
| Cuevas de Provanco                  | 140                |
| Domingo García                      | 28                 |
| Donhierro                           | 102                |
| Duruelo                             | 181                |
| El Espinar                          | 9 486              |
| Encinas                             | 50                 |
| Encinillas                          | 250                |
| Escalona del Prado                  | 558                |
| Escarabajosa de Cabezas             | 327                |
| Escobar de Polendos                 | 184                |
| Espirdo                             | 1 107              |
| Fresneda de Cuéllar                 | 178                |
| Fresno de Cantespino                | 277                |
| Fresno de la Fuente                 | 94                 |
| Frumales                            | 127                |
| Fuente de Santa Cruz                | 128                |
| Fuente el Olmo de Fuentidueña       | 176                |
| Fuente el Olmo de Íscar             | 68                 |
| Fuentepelayo                        | 914                |
| Fuentepiñel                         | 99                 |
| Fuenterrebollo                      | 369                |
| Fuentesaúco de Fuentidueña          | 249                |
| Fuentesoto                          | 112                |
| Fuentidueña                         | 144                |
| Gallegos                            | 94                 |
| Garcillán                           | 453                |
| Gomezserracín                       | 676                |
| Grajera                             | 234                |
| Honrubia de la Cuesta               | 65                 |
| Hontalbilla                         | 316                |
| Hontanares de Eresma                | 1 301              |
| Ituero y Lama                       | 375                |
| Juarros de Riomoros                 | 59                 |
| Juarros de Voltoya                  | 238                |
| La Lastrilla                        | 3 669              |
| La Losa                             | 535                |
| La Matilla                          | 105                |
| Labajos                             | 145                |
| Laguna de Contreras                 | 124                |
| Languilla                           | 85                 |
| Lastras de Cuéllar                  | 407                |
| Lastras del Pozo                    | 79                 |
| Los Huertos                         | 181                |
| Maderuelo                           | 119                |
| Marazoleja                          | 114                |
| Marazuela                           | 54                 |
| Martín Miguel                       | 222                |
| Martín Muñoz de la Dehesa           | 222                |
| Martín Muñoz de las Posadas         | 337                |
| Marugán                             | 624                |
| Mata de Cuéllar                     | 280                |
| Matabuena                           | 193                |
| Melque de Cercos                    | 91                 |
| Membibre de la Hoz                  | 34                 |
| Migueláñez                          | 153                |
| Montejo de Arévalo                  | 192                |
| Montejo de la Vega de la Serrezuela | 150                |
| Monterrubio                         | 62                 |
| Moral de Hornuez                    | 71                 |
| Mozoncillo                          | 932                |
| Muñopedro                           | 332                |
| Muñoveros                           | 159                |
| Nava de la Asunción                 | 2 882              |
| Navafría                            | 324                |
| Navalilla                           | 123                |
| Navalmanzano                        | 1 121              |
| Navares de Ayuso                    | 54                 |
| Navares de Enmedio                  | 99                 |
| Navares de las Cuevas               | 28                 |
| Navas de Oro                        | 1 387              |
| Navas de Riofrío                    | 421                |
| Navas de San Antonio                | 390                |
| Nieva                               | 300                |
| Olombrada                           | 605                |
| Orejana                             | 74                 |
| Ortigosa de Pestaño                 | 74                 |
| Ortigosa del Monte                  | 547                |
| Otero de Herreros                   | 981                |
| Pajarejos                           | 20                 |
| Palazuelos de Eresma                | 4 986              |
| Pedraza                             | 416                |
| Pelayos del Arroyo                  | 57                 |
| Perosillo                           | 18                 |
| Pinarejos                           | 181                |
| Pinarnegrillo                       | 112                |
| Pradales                            | 47                 |
| Prádena                             | 545                |
| Puebla de Pedraza                   | 59                 |
| Rapariegos                          | 208                |
| Real Sitio de San Ildefonso         | 5 403              |
| Rebollo                             | 91                 |
| Remondo                             | 296                |
| Riaguas de San Bartolomé            | 38                 |
| Riaza                               | 2 290              |
| Ribota                              | 43                 |
| Riofrío de Riaza                    | 53                 |
| Roda de Eresma                      | 197                |
| Sacramenia                          | 429                |
| Samboal                             | 484                |
| San Cristóbal de Cuéllar            | 159                |
| San Cristóbal de la Vega            | 117                |
| San Cristóbal de Segovia            | 2 964              |
| San Martín y Mudrián                | 258                |
| San Miguel de Bernuy                | 154                |
| San Pedro de Gaíllos                | 322                |
| Sanchonuño                          | 949                |
| Sangarcía                           | 336                |
| Santa María la Real de Nieva        | 1 045              |
| Santa Marta del Cerro               | 42                 |
| Santiuste de Pedraza                | 111                |
| Santiuste de San Juan Bautista      | 599                |
| Santo Domingo de Pirón              | 62                 |
| Santo Tomé del Puerto               | 293                |
| Sauquillo de Cabezas                | 186                |
| Sebúlcor                            | 278                |
| Segovia                             | 52 728             |
| Sepúlveda                           | 1 168              |
| Sequera de Fresno                   | 45                 |
| Sotillo                             | 26                 |
| Sotosalbos                          | 118                |
| Tabanera la Luenga                  | 48                 |
| Tolocirio                           | 53                 |
| Torre Val de San Pedro              | 196                |
| Torreadrada                         | 72                 |
| Torrecaballeros                     | 1 288              |
| Torrecilla del Pinar                | 219                |
| Torreiglesias                       | 328                |
| Trescasas                           | 1 007              |
| Turégano                            | 1 039              |
| Urueñas                             | 104                |
| Valdeprados                         | 80                 |
| Valdevacas de Montejo               | 32                 |
| Valdevacas y Guijar                 | 107                |
| Valle de Tabladillo                 | 102                |
| Vallelado                           | 718                |
| Valleruela de Pedraza               | 73                 |
| Valleruela de Sepúlveda             | 54                 |
| Valseca                             | 264                |
| Valtiendas                          | 91                 |
| Valverde del Majano                 | 1 063              |
| Veganzones                          | 264                |
| Vegas de Matute                     | 285                |
| Ventosilla y Tejadilla              | 26                 |
| Villacastín                         | 1 521              |
| Villaverde de Íscar                 | 623                |
| Villaverde de Montejo               | 40                 |
| Villeguillo                         | 117                |
| Yanguas de Eresma                   | 137                |
| Zarzuela del Monte                  | 548                |
| Zarzuela del Pinar                  | 473                |

Provincia di Soria
| Comune                       | Popolazione (2015) |
| ---------------------------- | ------------------ |
| Abejar                       | 336                |
| Adradas                      | 51                 |
| Ágreda                       | 3 053              |
| Alconaba                     | 195                |
| Alcubilla de Avellaneda      | 130                |
| Alcubilla de las Peñas       | 58                 |
| Aldealafuente                | 93                 |
| Aldealices                   | 25                 |
| Aldealpozo                   | 20                 |
| Aldealseñor                  | 41                 |
| Aldehuela de Periáñez        | 41                 |
| Alentisque                   | 32                 |
| Aliud                        | 17                 |
| Almajano                     | 179                |
| Almaluez                     | 163                |
| Almarza                      | 587                |
| Almazán                      | 5 734              |
| Almazul                      | 84                 |
| Almenar de Soria             | 240                |
| Alpanseque                   | 70                 |
| Arancón                      | 91                 |
| Arcos de Jalón               | 1 661              |
| Arenillas                    | 29                 |
| Arévalo de la Sierra         | 76                 |
| Ausejo de la Sierra          | 84                 |
| Baraona                      | 163                |
| Barca                        | 108                |
| Barcones                     | 25                 |
| Bayubas de Abajo             | 157                |
| Bayubas de Arriba            | 52                 |
| Beratón                      | 37                 |
| Berlanga de Duero            | 943                |
| Blacos                       | 50                 |
| Bliecos                      | 37                 |
| Borjabad                     | 35                 |
| Borobia                      | 258                |
| Buberos                      | 36                 |
| Buitrago                     | 60                 |
| Burgo de Osma-Ciudad de Osma | 5 066              |
| Cabrejas del Campo           | 60                 |
| Cabrejas del Pinar           | 376                |
| Calatañazor                  | 55                 |
| Caltojar                     | 65                 |
| Cañamaque                    | 36                 |
| Candilichera                 | 127                |
| Carabantes                   | 22                 |
| Caracena                     | 15                 |
| Carrascosa de Abajo          | 28                 |
| Carrascosa de la Sierra      | 20                 |
| Casarejos                    | 185                |
| Castilfrío de la Sierra      | 29                 |
| Castillejo de Robledo        | 115                |
| Castilruiz                   | 197                |
| Centenera de Andaluz         | 21                 |
| Cerbón                       | 33                 |
| Cidones                      | 333                |
| Cigudosa                     | 28                 |
| Cihuela                      | 58                 |
| Ciria                        | 93                 |
| Cirujales del Río            | 23                 |
| Coscurita                    | 92                 |
| Covaleda                     | 1 779              |
| Cubilla                      | 40                 |
| Cubo de la Solana            | 193                |
| Cueva de Ágreda              | 77                 |
| Dévanos                      | 92                 |
| Deza                         | 242                |
| Duruelo de la Sierra         | 1 175              |
| El Royo                      | 305                |
| Escobosa de Almazán          | 28                 |
| Espeja de San Marcelino      | 173                |
| Espejón                      | 188                |
| Estepa de San Juan           | 7                  |
| Frechilla de Almazán         | 24                 |
| Fresno de Caracena           | 26                 |
| Fuentearmegil                | 197                |
| Fuentecambrón                | 41                 |
| Fuentecantos                 | 53                 |
| Fuentelmonge                 | 76                 |
| Fuentelsaz de Soria          | 59                 |
| Fuentepinilla                | 97                 |
| Fuentes de Magaña            | 75                 |
| Fuentestrún                  | 50                 |
| Garray                       | 702                |
| Golmayo                      | 2 484              |
| Gómara                       | 335                |
| Gormaz                       | 28                 |
| Herrera de Soria             | 11                 |
| Hinojosa del Campo           | 32                 |
| La Losilla                   | 16                 |
| La Póveda de Soria           | 115                |
| La Riba de Escalote          | 16                 |
| Langa de Duero               | 756                |
| Las Aldehuelas               | 68                 |
| Liceras                      | 57                 |
| Los Rábanos                  | 507                |
| Los Villares de Soria        | 91                 |
| Magaña                       | 87                 |
| Maján                        | 13                 |
| Matalebreras                 | 77                 |
| Matamala de Almazán          | 329                |
| Medinaceli                   | 732                |
| Miño de Medinaceli           | 76                 |
| Miño de San Esteban          | 53                 |
| Molinos de Duero             | 178                |
| Momblona                     | 23                 |
| Monteagudo de las Vicarías   | 218                |
| Montejo de Tiermes           | 174                |
| Montenegro de Cameros        | 70                 |
| Morón de Almazán             | 216                |
| Muriel de la Fuente          | 66                 |
| Muriel Viejo                 | 98                 |
| Nafría de Ucero              | 39                 |
| Narros                       | 42                 |
| Navaleno                     | 832                |
| Nepas                        | 60                 |
| Nolay                        | 57                 |
| Noviercas                    | 158                |
| Ólvega                       | 3 715              |
| Oncala                       | 82                 |
| Pinilla del Campo            | 23                 |
| Portillo de Soria            | 15                 |
| Pozalmuro                    | 68                 |
| Quiñonería                   | 9                  |
| Quintana Redonda             | 507                |
| Quintanas de Gormaz          | 149                |
| Rebollar                     | 39                 |
| Recuerda                     | 93                 |
| Rello                        | 17                 |
| Renieblas                    | 102                |
| Retortillo de Soria          | 182                |
| Reznos                       | 33                 |
| Rioseco de Soria             | 131                |
| Rollamienta                  | 39                 |
| Salduero                     | 155                |
| San Esteban de Gormaz        | 3 070              |
| San Felices                  | 55                 |
| San Leonardo de Yagüe        | 2 164              |
| San Pedro Manrique           | 594                |
| Santa Cruz de Yanguas        | 67                 |
| Santa María de Huerta        | 319                |
| Santa María de las Hoyas     | 119                |
| Serón de Nágima              | 135                |
| Soliedra                     | 36                 |
| Soria                        | 39 168             |
| Sotillo del Rincón           | 198                |
| Suellacabras                 | 25                 |
| Tajahuerce                   | 30                 |
| Tajueco                      | 79                 |
| Talveila                     | 133                |
| Tardelcuende                 | 450                |
| Taroda                       | 51                 |
| Tejado                       | 125                |
| Torlengua                    | 71                 |
| Torreblacos                  | 26                 |
| Torrubia de Soria            | 75                 |
| Trévago                      | 55                 |
| Ucero                        | 61                 |
| Vadillo                      | 116                |
| Valdeavellano de Tera        | 203                |
| Valdegeña                    | 43                 |
| Valdelagua del Cerro         | 14                 |
| Valdemaluque                 | 189                |
| Valdenebro                   | 119                |
| Valdeprado                   | 14                 |
| Valderrodilla                | 79                 |
| Valtajeros                   | 23                 |
| Velamazán                    | 85                 |
| Velilla de la Sierra         | 25                 |
| Velilla de los Ajos          | 25                 |
| Viana de Duero               | 59                 |
| Villaciervos                 | 95                 |
| Villanueva de Gormaz         | 8                  |
| Villar del Ala               | 51                 |
| Villar del Campo             | 22                 |
| Villar del Río               | 159                |
| Villasayas                   | 78                 |
| Villaseca de Arciel          | 38                 |
| Vinuesa                      | 938                |
| Vizmanos                     | 27                 |
| Vozmediano                   | 37                 |
| Yanguas                      | 107                |
| Yelo                         | 46                 |

Provincia di Valladolid
| Comune                          | Popolazione (2015) |
| ------------------------------- | ------------------ |
| Adalia                          | 59                 |
| Aguasal                         | 26                 |
| Aguilar de Campos               | 284                |
| Alaejos                         | 1 418              |
| Alcazarén                       | 693                |
| Aldea de San Miguel             | 227                |
| Aldeamayor de San Martín        | 4 968              |
| Almenara de Adaja               | 31                 |
| Amusquillo                      | 109                |
| Arroyo de la Encomienda         | 18 491             |
| Ataquines                       | 596                |
| Bahabón                         | 131                |
| Barcial de la Loma              | 110                |
| Barruelo del Valle              | 67                 |
| Becilla de Valderaduey          | 265                |
| Benafarces                      | 80                 |
| Bercero                         | 218                |
| Berceruelo                      | 37                 |
| Berrueces                       | 99                 |
| Bobadilla del Campo             | 311                |
| Bocigas                         | 86                 |
| Bocos de Duero                  | 57                 |
| Boecillo                        | 4 016              |
| Bolaños de Campos               | 347                |
| Brahojos de Medina              | 129                |
| Bustillo de Chaves              | 91                 |
| Cabezón de Pisuerga             | 3 605              |
| Cabezón de Valderaduey          | 35                 |
| Cabreros del Monte              | 67                 |
| Campaspero                      | 1 141              |
| Camporredondo                   | 166                |
| Canalejas de Peñafiel           | 264                |
| Canillas de Esgueva             | 82                 |
| Carpio                          | 1 057              |
| Casasola de Arión               | 275                |
| Castrejón de Trabancos          | 194                |
| Castrillo de Duero              | 133                |
| Castrillo-Tejeriego             | 197                |
| Castrobol                       | 66                 |
| Castrodeza                      | 176                |
| Castromembibre                  | 65                 |
| Castromonte                     | 321                |
| Castronuevo de Esgueva          | 393                |
| Castronuño                      | 889                |
| Castroponce                     | 144                |
| Castroverde de Cerrato          | 233                |
| Ceinos de Campos                | 247                |
| Cervillego de la Cruz           | 95                 |
| Cigales                         | 5 071              |
| Ciguñuela                       | 390                |
| Cistérniga                      | 8 789              |
| Cogeces de Íscar                | 142                |
| Cogeces del Monte               | 727                |
| Corcos                          | 216                |
| Corrales de Duero               | 85                 |
| Cubillas de Santa Marta         | 296                |
| Cuenca de Campos                | 243                |
| Curiel de Duero                 | 111                |
| El Campillo                     | 223                |
| Encinas de Esgueva              | 279                |
| Esguevillas de Esgueva          | 283                |
| Fombellida                      | 185                |
| Fompedraza                      | 118                |
| Fontihoyuelo                    | 33                 |
| Fresno el Viejo                 | 946                |
| Fuensaldaña                     | 1 518              |
| Fuente el Sol                   | 181                |
| Fuente-Olmedo                   | 42                 |
| Gallegos de Hornija             | 137                |
| Gatón de Campos                 | 44                 |
| Geria                           | 519                |
| Herrín de Campos                | 129                |
| Hornillos de Eresma             | 169                |
| Íscar                           | 6 536              |
| La Mudarra                      | 166                |
| La Parrilla                     | 502                |
| La Pedraja de Portillo          | 1 143              |
| La Seca                         | 1 107              |
| La Unión de Campos              | 272                |
| La Zarza                        | 115                |
| Laguna de Duero                 | 22 601             |
| Langayo                         | 268                |
| Llano de Olmedo                 | 67                 |
| Lomoviejo                       | 185                |
| Manzanillo                      | 49                 |
| Marzales                        | 52                 |
| Matapozuelos                    | 1 016              |
| Matilla de los Caños            | 94                 |
| Mayorga                         | 1 689              |
| Medina de Rioseco               | 4 821              |
| Medina del Campo                | 21 110             |
| Megeces                         | 447                |
| Melgar de Abajo                 | 115                |
| Melgar de Arriba                | 181                |
| Mojados                         | 3 135              |
| Monasterio de Vega              | 90                 |
| Montealegre de Campos           | 127                |
| Montemayor de Pililla           | 918                |
| Moral de la Reina               | 191                |
| Moraleja de las Panaderas       | 40                 |
| Morales de Campos               | 155                |
| Mota del Marqués                | 392                |
| Mucientes                       | 699                |
| Muriel                          | 146                |
| Nava del Rey                    | 2 125              |
| Nueva Villa de las Torres       | 316                |
| Olivares de Duero               | 317                |
| Olmedo                          | 3 744              |
| Olmos de Esgueva                | 226                |
| Olmos de Peñafiel               | 65                 |
| Palazuelo de Vedija             | 206                |
| Pedrajas de San Esteban         | 3 432              |
| Pedrosa del Rey                 | 198                |
| Peñafiel                        | 5 419              |
| Peñaflor de Hornija             | 319                |
| Pesquera de Duero               | 474                |
| Piña de Esgueva                 | 330                |
| Piñel de Abajo                  | 183                |
| Piñel de Arriba                 | 99                 |
| Pollos                          | 623                |
| Portillo                        | 2 441              |
| Pozal de Gallinas               | 561                |
| Pozaldez                        | 499                |
| Pozuelo de la Orden             | 63                 |
| Puras                           | 55                 |
| Quintanilla de Arriba           | 149                |
| Quintanilla de Onésimo          | 1 078              |
| Quintanilla de Trigueros        | 115                |
| Quintanilla del Molar           | 63                 |
| Rábano                          | 195                |
| Ramiro                          | 46                 |
| Renedo de Esgueva               | 3 620              |
| Roales de Campos                | 174                |
| Robladillo                      | 99                 |
| Roturas                         | 32                 |
| Rubí de Bracamonte              | 236                |
| Rueda                           | 1 312              |
| Saelices de Mayorga             | 123                |
| Salvador de Zapardiel           | 139                |
| San Cebrián de Mazote           | 177                |
| San Llorente                    | 135                |
| San Martín de Valvení           | 88                 |
| San Miguel del Arroyo           | 704                |
| San Miguel del Pino             | 316                |
| San Pablo de la Moraleja        | 127                |
| San Pedro de Latarce            | 522                |
| San Pelayo                      | 44                 |
| San Román de Hornija            | 346                |
| San Salvador                    | 32                 |
| San Vicente del Palacio         | 178                |
| Santa Eufemia del Arroyo        | 108                |
| Santervás de Campos             | 122                |
| Santibáñez de Valcorba          | 173                |
| Santovenia de Pisuerga          | 4 203              |
| Sardón de Duero                 | 634                |
| Serrada                         | 1 173              |
| Siete Iglesias de Trabancos     | 488                |
| Simancas                        | 5 265              |
| Tamariz de Campos               | 63                 |
| Tiedra                          | 319                |
| Tordehumos                      | 443                |
| Tordesillas                     | 8 936              |
| Torre de Esgueva                | 73                 |
| Torre de Peñafiel               | 42                 |
| Torrecilla de la Abadesa        | 296                |
| Torrecilla de la Orden          | 262                |
| Torrecilla de la Torre          | 32                 |
| Torrelobatón                    | 456                |
| Torrescárcela                   | 167                |
| Traspinedo                      | 1 076              |
| Trigueros del Valle             | 315                |
| Tudela de Duero                 | 8 683              |
| Urones de Castroponce           | 116                |
| Urueña                          | 191                |
| Valbuena de Duero               | 475                |
| Valdearcos de la Vega           | 91                 |
| Valdenebro de los Valles        | 208                |
| Valdestillas                    | 1 732              |
| Valdunquillo                    | 158                |
| Valladolid                      | 303 905            |
| Valoria la Buena                | 680                |
| Valverde de Campos              | 106                |
| Vega de Ruiponce                | 106                |
| Vega de Valdetronco             | 120                |
| Velascálvaro                    | 171                |
| Velilla                         | 111                |
| Velliza                         | 122                |
| Ventosa de la Cuesta            | 113                |
| Viana de Cega                   | 2 015              |
| Villabáñez                      | 549                |
| Villabaruz de Campos            | 38                 |
| Villabrágima                    | 1 061              |
| Villacarralón                   | 78                 |
| Villacid de Campos              | 86                 |
| Villaco                         | 83                 |
| Villafrades de Campos           | 72                 |
| Villafranca de Duero            | 307                |
| Villafrechós                    | 491                |
| Villafuerte                     | 105                |
| Villagarcía de Campos           | 334                |
| Villagómez la Nueva             | 71                 |
| Villalán de Campos              | 46                 |
| Villalar de los Comuneros       | 437                |
| Villalba de la Loma             | 62                 |
| Villalba de los Alcores         | 420                |
| Villalbarba                     | 130                |
| Villalón de Campos              | 1 716              |
| Villamuriel de Campos           | 58                 |
| Villán de Tordesillas           | 122                |
| Villanubla                      | 2 565              |
| Villanueva de Duero             | 1 193              |
| Villanueva de la Condesa        | 69                 |
| Villanueva de los Caballeros    | 188                |
| Villanueva de los Infantes      | 113                |
| Villanueva de San Mancio        | 86                 |
| Villardefrades                  | 183                |
| Villarmentero de Esgueva        | 104                |
| Villasexmir                     | 82                 |
| Villavaquerín                   | 181                |
| Villavellid                     | 68                 |
| Villaverde de Medina            | 527                |
| Villavicencio de los Caballeros | 243                |
| Viloria                         | 363                |
| Wamba                           | 343                |
| Zaratán                         | 6 124              |

Provincia di Zamora
| Comune                         | Popolazione (2015) |
| ------------------------------ | ------------------ |
| Abezames                       | 66                 |
| Alcañices                      | 1 108              |
| Alcubilla de Nogales           | 135                |
| Alfaraz de Sayago              | 149                |
| Algodre                        | 167                |
| Almaraz de Duero               | 398                |
| Almeida de Sayago              | 500                |
| Andavías                       | 448                |
| Arcenillas                     | 415                |
| Arcos de la Polvorosa          | 242                |
| Argañín                        | 82                 |
| Argujillo                      | 283                |
| Arquillinos                    | 114                |
| Arrabalde                      | 252                |
| Aspariegos                     | 286                |
| Asturianos                     | 275                |
| Ayoó de Vidriales              | 363                |
| Barcial del Barco              | 276                |
| Belver de los Montes           | 315                |
| Benavente                      | 18 550             |
| Benegiles                      | 332                |
| Bermillo de Sayago             | 1 104              |
| Bretó                          | 184                |
| Bretocino                      | 248                |
| Brime de Sog                   | 155                |
| Brime de Urz                   | 129                |
| Burganes de Valverde           | 695                |
| Bustillo del Oro               | 86                 |
| Cabañas de Sayago              | 153                |
| Calzadilla de Tera             | 350                |
| Camarzana de Tera              | 889                |
| Cañizal                        | 485                |
| Cañizo                         | 249                |
| Carbajales de Alba             | 586                |
| Carbellino                     | 206                |
| Casaseca de Campeán            | 105                |
| Casaseca de las Chanas         | 378                |
| Castrillo de la Guareña        | 129                |
| Castrogonzalo                  | 491                |
| Castronuevo                    | 247                |
| Castroverde de Campos          | 349                |
| Cazurra                        | 89                 |
| Cerecinos de Campos            | 308                |
| Cerecinos del Carrizal         | 121                |
| Cernadilla                     | 138                |
| Cobreros                       | 591                |
| Coomonte                       | 203                |
| Coreses                        | 1 080              |
| Corrales del Vino              | 1 052              |
| Cotanes del Monte              | 117                |
| Cubillos                       | 322                |
| Cubo de Benavente              | 116                |
| Cuelgamures                    | 93                 |
| El Cubo de Tierra del Vino     | 355                |
| El Maderal                     | 214                |
| El Pego                        | 327                |
| El Perdigón                    | 740                |
| El Piñero                      | 240                |
| Entrala                        | 165                |
| Espadañedo                     | 129                |
| Faramontanos de Tábara         | 365                |
| Fariza                         | 570                |
| Fermoselle                     | 1 335              |
| Ferreras de Abajo              | 565                |
| Ferreras de Arriba             | 414                |
| Ferreruela                     | 518                |
| Figueruela de Arriba           | 405                |
| Fonfría                        | 837                |
| Fresno de la Polvorosa         | 153                |
| Fresno de la Ribera            | 381                |
| Fresno de Sayago               | 204                |
| Friera de Valverde             | 185                |
| Fuente Encalada                | 119                |
| Fuentelapeña                   | 778                |
| Fuentes de Ropel               | 416                |
| Fuentesaúco                    | 1 644              |
| Fuentesecas                    | 64                 |
| Fuentespreadas                 | 322                |
| Galende                        | 1 190              |
| Gallegos del Pan               | 129                |
| Gallegos del Río               | 550                |
| Gamones                        | 101                |
| Gema                           | 217                |
| Granja de Moreruela            | 290                |
| Granucillo                     | 144                |
| Guarrate                       | 351                |
| Hermisende                     | 273                |
| Jambrina                       | 179                |
| Justel                         | 99                 |
| La Bóveda de Toro              | 781                |
| La Hiniesta                    | 333                |
| La Torre del Valle             | 155                |
| Losacino                       | 241                |
| Losacio                        | 144                |
| Lubián                         | 345                |
| Luelmo                         | 171                |
| Madridanos                     | 478                |
| Mahide                         | 381                |
| Maire de Castroponce           | 164                |
| Malva                          | 140                |
| Manganeses de la Lampreana     | 519                |
| Manganeses de la Polvorosa     | 719                |
| Manzanal de Arriba             | 398                |
| Manzanal de los Infantes       | 142                |
| Manzanal del Barco             | 142                |
| Matilla de Arzón               | 184                |
| Matilla la Seca                | 46                 |
| Mayalde                        | 207                |
| Melgar de Tera                 | 430                |
| Micereces de Tera              | 490                |
| Milles de la Polvorosa         | 230                |
| Molacillos                     | 269                |
| Molezuelas de la Carballeda    | 86                 |
| Mombuey                        | 427                |
| Monfarracinos                  | 992                |
| Montamarta                     | 604                |
| Moral de Sayago                | 278                |
| Moraleja de Sayago             | 266                |
| Moraleja del Vino              | 1 660              |
| Morales de Rey                 | 618                |
| Morales de Toro                | 996                |
| Morales de Valverde            | 198                |
| Morales del Vino               | 2 955              |
| Moralina                       | 302                |
| Moreruela de los Infanzones    | 372                |
| Moreruela de Tábara            | 342                |
| Muelas de los Caballeros       | 205                |
| Muelas del Pan                 | 705                |
| Muga de Sayago                 | 374                |
| Navianos de Valverde           | 205                |
| Olmillos de Castro             | 250                |
| Otero de Bodas                 | 182                |
| Pajares de la Lampreana        | 383                |
| Palacios de Sanabria           | 261                |
| Palacios del Pan               | 262                |
| Pedralba de la Pradería        | 306                |
| Peleagonzalo                   | 271                |
| Peleas de Abajo                | 235                |
| Peñausende                     | 437                |
| Peque                          | 154                |
| Pereruela                      | 591                |
| Perilla de Castro              | 182                |
| Pías                           | 143                |
| Piedrahita de Castro           | 93                 |
| Pinilla de Toro                | 252                |
| Pino del Oro                   | 231                |
| Pobladura de Valderaduey       | 41                 |
| Pobladura del Valle            | 313                |
| Porto                          | 194                |
| Pozoantiguo                    | 262                |
| Pozuelo de Tábara              | 172                |
| Prado                          | 60                 |
| Puebla de Sanabria             | 1 484              |
| Pueblica de Valverde           | 226                |
| Quintanilla de Urz             | 109                |
| Quintanilla del Monte          | 100                |
| Quintanilla del Olmo           | 32                 |
| Quiruelas de Vidriales         | 710                |
| Rabanales                      | 576                |
| Rábano de Aliste               | 414                |
| Requejo                        | 156                |
| Revellinos                     | 279                |
| Riofrío de Aliste              | 747                |
| Rionegro del Puente            | 306                |
| Roales                         | 848                |
| Robleda-Cervantes              | 464                |
| Roelos de Sayago               | 178                |
| Rosinos de la Requejada        | 398                |
| Salce                          | 104                |
| Samir de los Caños             | 191                |
| San Agustín del Pozo           | 193                |
| San Cebrián de Castro          | 272                |
| San Cristóbal de Entreviñas    | 1 481              |
| San Esteban del Molar          | 125                |
| San Justo                      | 247                |
| San Martín de Valderaduey      | 65                 |
| San Miguel de la Ribera        | 304                |
| San Miguel del Valle           | 156                |
| San Pedro de Ceque             | 513                |
| San Pedro de la Nave-Almendra  | 379                |
| San Vicente de la Cabeza       | 427                |
| San Vitero                     | 563                |
| Santa Clara de Avedillo        | 180                |
| Santa Colomba de las Monjas    | 281                |
| Santa Cristina de la Polvorosa | 1 105              |
| Santa Croya de Tera            | 326                |
| Santa Eufemia del Barco        | 197                |
| Santa María de la Vega         | 352                |
| Santa María de Valverde        | 65                 |
| Santibáñez de Tera             | 411                |
| Santibáñez de Vidriales        | 1 044              |
| Santovenia                     | 281                |
| Sanzoles                       | 556                |
| Tábara                         | 832                |
| Tapioles                       | 166                |
| Toro                           | 9 214              |
| Torregamones                   | 304                |
| Torres del Carrizal            | 431                |
| Trabazos                       | 1 002              |
| Trefacio                       | 192                |
| Uña de Quintana                | 157                |
| Vadillo de la Guareña          | 285                |
| Valcabado                      | 361                |
| Valdefinjas                    | 57                 |
| Valdescorriel                  | 148                |
| Vallesa de la Guareña          | 106                |
| Vega de Tera                   | 385                |
| Vega de Villalobos             | 112                |
| Vegalatrave                    | 93                 |
| Venialbo                       | 480                |
| Vezdemarbán                    | 441                |
| Vidayanes                      | 92                 |
| Videmala                       | 180                |
| Villabrázaro                   | 238                |
| Villabuena del Puente          | 786                |
| Villadepera                    | 242                |
| Villaescusa                    | 276                |
| Villafáfila                    | 506                |
| Villaferrueña                  | 117                |
| Villageriz                     | 50                 |
| Villalazán                     | 287                |
| Villalba de la Lampreana       | 257                |
| Villalcampo                    | 476                |
| Villalobos                     | 261                |
| Villalonso                     | 101                |
| Villalpando                    | 1 523              |
| Villalube                      | 174                |
| Villamayor de Campos           | 337                |
| Villamor de los Escuderos      | 422                |
| Villanázar                     | 299                |
| Villanueva de Azoague          | 329                |
| Villanueva de Campeán          | 122                |
| Villanueva de las Peras        | 96                 |
| Villanueva del Campo           | 914                |
| Villar de Fallaves             | 51                 |
| Villar del Buey                | 653                |
| Villaralbo                     | 1 893              |
| Villardeciervos                | 464                |
| Villardiegua de la Ribera      | 134                |
| Villárdiga                     | 87                 |
| Villardondiego                 | 99                 |
| Villarrín de Campos            | 450                |
| Villaseco del Pan              | 256                |
| Villavendimio                  | 163                |
| Villaveza de Valverde          | 89                 |
| Villaveza del Agua             | 218                |
| Viñas                          | 211                |
| Zamora                         | 63 831             |